# Idiocera involuta
Idiocera involuta är en tvåvingeart som först beskrevs av Alexander 1961.  Idiocera involuta ingår i släktet Idiocera och familjen småharkrankar. Inga underarter finns listade i Catalogue of Life.